# Juan de Plasencia
Juan de Plasencia fue un fraile español de la Orden Franciscana. Estuvo entre el primer grupo de misioneros franciscanos que llegaron a las Islas Filipinas el 2 de julio de 1578.
Pasó la mayor parte de su vida misional en Filipinas, donde fundó numerosas ciudades en Luzón y fue autor de varios libros religiosos y lingüísticos, entre los que destaca Doctrina Cristiana (1593), el primer libro impreso en Filipinas.

## Biografía

### Primeros años
Juan de Plasencia nació a principios del siglo XVI como Juan Portocarrero en Plasencia, en la región de Extremadura, España. Fue uno de los siete hijos de Pedro Portocarrero, capitán de una goleta española.
Juan de Plasencia creció durante el período conocido como Siglo de Oro, época dorada en el que las artes y la literatura florecieron en muchas partes de España, entre ellas su nativa Extremadura.
No se sabe bien cuándo o dónde ingresó por primera vez en la Orden de los Franciscanos. Algunos eruditos apuntan al Convento de Villanueva de la Serena, en Plasencia, mientras que otros especulan que pudo haber viajado a Italia y unirse a un convento allí, en una época en que gran parte de Italia estaba bajo dominio español. Según los investigadores, tomó el hábito cuando era joven en el Claustro de San Francisco en Sorrento, Italia.

### Vida en las Filipinas
Se cree que llegó a Filipinas el 2 de julio de 1578, después de una escala en México. Nada más llegar, unió fuerzas con otro misionero, Fray Diego de Oropesa, y ambos empezaron a predicar alrededor de Laguna de Bay y Tayabas, en la provincia de Quezón, donde fundó varios pueblos.
Durante los años siguientes también se les atribuye la fundación de un gran número de localidades en las provincias de Bulacán, La Laguna y Rizal, como Tayabas, Caliraya, Lucban, Majayjay, Nagcarlan, Lilio (Liliw), Pila, Santa Cruz, Lumban, Pangil, Siniloan, Morong, Antipolo, Taytay y Meycauayan.
Como fraile, Fray Juan de Plasencia estuvo muy comprometido con su causa, llevando un estilo de vida desprovisto de todo lujo y en constante contacto con las personas a las que intentaba convertir al cristianismo. También fue conocido por ser un defensor de la población nativa, cuidando a los pobres, enfermos o abandonados y defendiendo sus derechos en numerosas ocasiones.
También estaba muy interesado en la creación de escuelas primarias y solicitó la sanción oficial para la creación de centros educativos donde «los filipinos no solo pudieran aprender la doctrina cristiana, sino también leer y escribir, y algunas artes y oficios, para que se convirtieran en después, no solo buenos cristianos pero también ciudadanos útiles», iniciativa que fue aprobada por Domingo de Salazar, primer obispo de la Arquidiócesis de Manila (1512-1594).

### Fallecimiento
Juan de Plasencia murió en Liliw, Laguna en 1590.

## Obra
Juan de Plasencia escribió una serie de libros diseñados principalmente para promover la comprensión tanto del idioma español entre los nativos como de los idiomas locales entre los misioneros, para facilitar la tarea de difundir el cristianismo. Reconoció desde una etapa temprana la necesidad de dominar el idioma de los nativos para facilitar la evangelización, y en una carta al Rey de España, fechada el 18 de junio de 1585, mencionó algunas de sus obras en ese sentido:

«En el idioma más común en estas islas, he escrito algunas obras como el Arte de la lengua tagala y la Declaración de toda la doctrina Cristiana, y ahora estoy escribiendo el Vocabulario. Son muy necesarios para todos los ministros si sólo fueran impresos. Sería particularmente favorable que Su Majestad me enviara una cédula para que fueran enviados a imprimir en México a expensas de Su Real Hacienda. Sería de gran utilidad para estas almas».

Es el autor de lo que se cree que es el primer libro impreso en Filipinas, la Doctrina Cristiana, que no solo se imprimió en español, sino también en tagalo, tanto en escritura latina como en la baybayin, escritura de uso común entre los nativos. También incluso se tradujo una versión al chino.
Asimismo se le atribuye la obra «Relación de las costumbres de los tagalos» (1589), que no solo ayudó a comprender y preservar muchas de las costumbres tradicionales de la población local, sino que también proporcionó la primera forma de Código Civil, utilizado por los gobernadores locales para administrar la justicia.
Una obra mística que tituló «La Santina», fue un opus sobre la oración y la contemplación realizado íntegramente en lengua tagala para que los nativos que no sabían español también pudieran dedicarse a los ejercicios espirituales de sus maestros.